# Helen Steel
Helen Steel (1965) és una activista ambiental i per la justícia social anglesa, més coneguda per la seva implicació en el cas McLibel, una demanda per difamació contra ella presentada per McDonald's Corporation que va durar 10 anys i que finalment va ser portada a la Tribunal Europeu de Drets Humans, on Steel i el seu company de campanya, David Morris, van guanyar el cas contra el govern del Regne Unit argumentant que se'ls havia denegat un judici just. És també una figura clau en l'escàndol anomenat Spycops i la posterior investigació sobre agents de policia encoberts.

## Cas McLibel

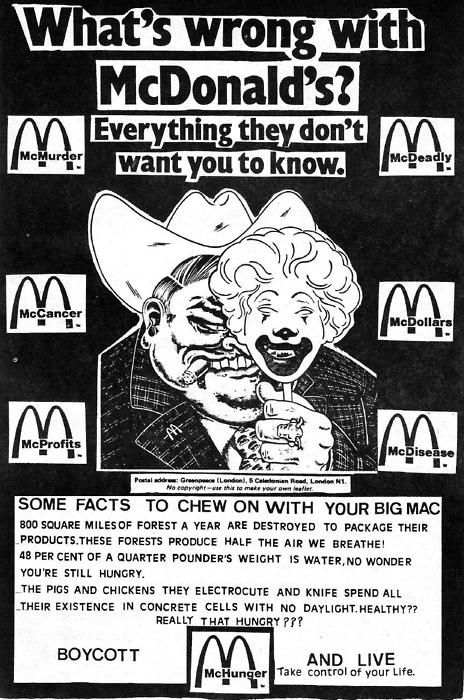

L'any 1986, com a membre del grup de campanya de Greenpeace a Londres, Steel i altres activistes van distribuir un full volander titulat «Què passa amb McDonald's? Tot el que no volen que sàpigues», acusant la cadena de menjar ràpid de maltractar animals i pagar poc als seus empleats. El 1990, McDonald's va denunciar per difamació cinc membres del grup. Tres es van disculpar, però Steel i David Morris es van negar a fer-ho. El judici va començar el juny de 1994 als Royal Courts of Justice de Londres. El juny de 1997 la sentència va condemnar la parella a pagar la quantitat de 60.000 £ en danys a McDonald's, quantitat que es va reduir a 40.000 £ en apel·lació. Va ser el judici més llarg de la història d'Anglaterra.
La parella es va negar a pagar la compensació, tot i que McDonald's mai no va intentar cobrar-la. Després van portar el govern del Regne Unit al Tribunal Europeu de Drets Humans, afirmant que la seva manca d'assistència jurídica constituïa una violació del seu dret a un judici just, en virtut de l'article 6 del Conveni Europeu de Drets Humans. El tribunal va donar la raó a la parella, obligant el Govern a considerar reformes legals.

## Policia encoberta
Helen Steel és un testimoni principal de la Undercover Policing Inquiry. Ella és una de les dones que van ser enganyades en relacions sentimentals a llarg termini per agents de policia encoberts, però és una de les dues úniques que ho ha fet públic.
Steel va ser víctima de l'oficial de policia, John Dines (conegut per Steel com a John Barker), que treballava encobert com a part d'una operació més àmplia per obtenir informació sobre els activistes implicats en l'organització London Greenpeace. Steel va conèixer Dines a finals de la dècada del 1980, i el 1990 van començar una relació que va durar 2 anys. Vivien junts i havien parlat de formar una família. Després de 2 anys, Dines va desaparèixer a l'estranger. Steel va passar anys buscant-lo fins que va descobrir que havia estat utilitzant una identitat falsa.